# Maadicultuur
De Maadicultuur, ook Maadi-Butocultuur, was een archeologische cultuur van de kopertijd in Neder-Egypte. De cultuur is vernoemd naar een nederzetting gevonden bij Ma'adi, een voorstad van Caïro. Ze vertoonde een sterke invloed uit West-Azië.
De Maadicultuur volgde in de zuidelijke Nijldela vanaf ongeveer 4.000 voor Christus op de Merimdecultuur. Omstreeks 3.500 v.Chr. werd ze opgevolgd door de Naqadacultuur, welke zich sinds 3.900 v.Chr. vanuit Opper-Egypte uitbreidde. 
Bekende sites in het Nijldal zijn Maadi, de necropolis van Wadi Digla, de begraafplaatsen van Tura en Heliopolis, evenals enkele vondsten in Gizeh. In de Nijldelta worden overblijfselen van de cultuur gevonden in Buto, Tell el-Farcha, Kom el-Chilgan en Tell el-Iswid.

## Kenmerken
Het aardewerk van de Maadicultuur kenmerkt zich door ronde vormen met een vlakke basis, smalle hals en gebrande randen. Op de sites werd ook vaatwerk van de Naqadacultuur gevonden. Opvallend is echter aardewerk met kenmerken typerend voor Zuid-Palestina en andere regio's van West-Azië. Vaker dan in Opper-Egypte worden ook bijlen, spatels  en baren van koper gevonden.
Onder de gedomesticeerde dieren bevonden zich runderen, schapen, geiten en varkens, en ook vond men het vroegste bewijs van ezels in Egypte. Men verbouwde verschillende graansoorten.
De nederzettingen van de Maadicultuur bestonden uit slechts enkele huizen, waarschijnlijk gebouwd van lichtgewicht materiaal als hout of stro. Vier huizen in Maadi waren echter gebouwd van leemstenen en natuursteen, en verdiept in de grond. Deze gebouwen zijn vergelijkbaar met bronstijdnederzettingen in de Negev. Bij de Maadicultuur vindt men voor het eerst echte begraafplaatsen nabij de nederzettingen. De overledenen werden gehurkt begraven met weinig of geen grafgiften.

## Verbindingen met andere culturen
Het gevonden vaatwerk diende waarschijnlijk de handel in gebruiksgoederen met naburige culturen. Ook de koperen artefacten, met name de baren, en de culturele overeenkomsten getuigen van een levendige handel met de culturele en economische centra van West-Azië. Een vergelijkbare handel vond in Opper-Egypte niet plaats, en lijkt met het einde van de Maadicultuur op te houden. De stenen gebouwen worden door sommige archeologen geïnterpreteerd als overblijfselen van een Levantijnse kolonie.